# Grote Prijs van de Somme
De Grand Prix de la Somme of Grote Prijs van de Somme (voorheen Tour de la Somme = Ronde van de Somme) is een eendaagse wielerwedstrijd gehouden in het departement Somme, in de regio Hauts-de-France in Frankrijk.
De wedstrijd werd voor het eerst gehouden in 1986 en was tot en met 1998 een amateurkoers (in de jaren 1996-1998 ingedeeld in categorie 2.6). In 1999 werd het een open profkoers (categorie 2.5, de huidige categorie 2.2). Tot en met 2006 (met uitzondering van 2002, toen eendaagse 1.5) was het een meerdaagse wedstrijd. Sinds 2005 is de koers onderdeel van de UCI Europe Tour. Eerst in categorie 2.2, sinds 2007 als Grote Prijs van de Somme in categorie 1.1 voor eendaagse koersen. In 2018 is de wedstrijd niet verreden. In 2019 keerde de wedstrijd terug in de categorie 1.2. Het daaropvolgende jaar werd de wedstrijd afgelast in verband met de coronapandemie. Sinds 2021 vind de koers weer plaats.

## Lijst van winnaars

### Meervoudige winnaars
| Overwinningen | Renner              | Land        | Jaren      |
| ------------- | ------------------- | ----------- | ---------- |
| 2             | Sergej Kroesjevski  | Oezbekistan | 2002, 2004 |
| 2             | Jawhen Hoetarovitsj | Wit-Rusland | 2009, 2014 |

### Overwinningen per land
| Overwinningen | Land                                                                      |
| ------------- | ------------------------------------------------------------------------- |
| 21            | Frankrijk                                                                 |
| 2             | België, Estland, Noorwegen, Oezbekistan, Wit-Rusland, Verenigd Koninkrijk |
| 1             | Duitsland, Litouwen, Slowakije, Zwitserland                               |